# Granville, New York
Granville är en ort i Washington County i delstaten New York, USA.